# بيشي سفلي (مقاطعة تشرداول)
بيشي سفلي (بالفارسية: بیشی سفلی) هي قرية تقع في قسم زردلان الريفي (مقاطعة تشرداول) في إيران.